# Котля (Нижньосілезьке воєводство)
Котля (пол. Kotla, нім. Kuttlau) — село в Польщі, у гміні Котля Ґлоґовського повіту Нижньосілезького воєводства.
Населення — 1514 осіб (2011).
У 1975-1998 роках село належало до Легницького воєводства.

## Демографія
Демографічна структура станом на 31 березня 2011 року:
|          | Загалом | Допрацездатний вік | Працездатний вік | Постпрацездатний вік |
| -------- | ------- | ------------------ | ---------------- | -------------------- |
| Чоловіки | 750     | 180                | 508              | 62                   |
| Жінки    | 764     | 161                | 451              | 152                  |
| Разом    | 1514    | 341                | 959              | 214                  |